# Chancha Vía Circuito
Chancha Vía Circuito, pseudonimo di Pedro Canale (Grande Buenos Aires, ...), è un musicista e disc jockey argentino.

## Stile musicale
La musica di Chancha Vía Circuito è una cumbia elettronica con divagazioni afro-dance, murga, bebop, dub, IDM e downtempo, e che sfrutta campionamenti di suoni esotici fra cui percussioni candombe e canti folcloristici.

## Discografia

### Album in studio
- 2008 – Rodante
- 2010 – Río Arriba
- 2010 – Los Pastores Mixtape
- 2014 – Amansara
- 2018 – Bienaventuranza
- 2018 – Pino Europeo

### Singoli ed extended play
- 2008 – Bersa Discos
- 2008 – Rodante
- 2012 – Semillas EP
- 2014 – Coplita
- 2019 – Como Noide
- 2020 – Pleamar

### Mixtape
- 2010 – Río Arriba Mixtape
- 2013 – Mixtape Cumbiero - European Tour 2013